# Slup (ort)
Slup är en ort i Tjeckien.   Den ligger i regionen Södra Mähren, i den sydöstra delen av landet, 190 km sydost om huvudstaden Prag. Slup ligger 193 meter över havet och antalet invånare är 443.
Terrängen runt Slup är platt. Runt Slup är det ganska tätbefolkat, med 56 invånare per kvadratkilometer. Närmaste större samhälle är Znojmo, 13,7 km nordväst om Slup. Trakten runt Slup består till största delen av jordbruksmark.